# 飯田連隊区

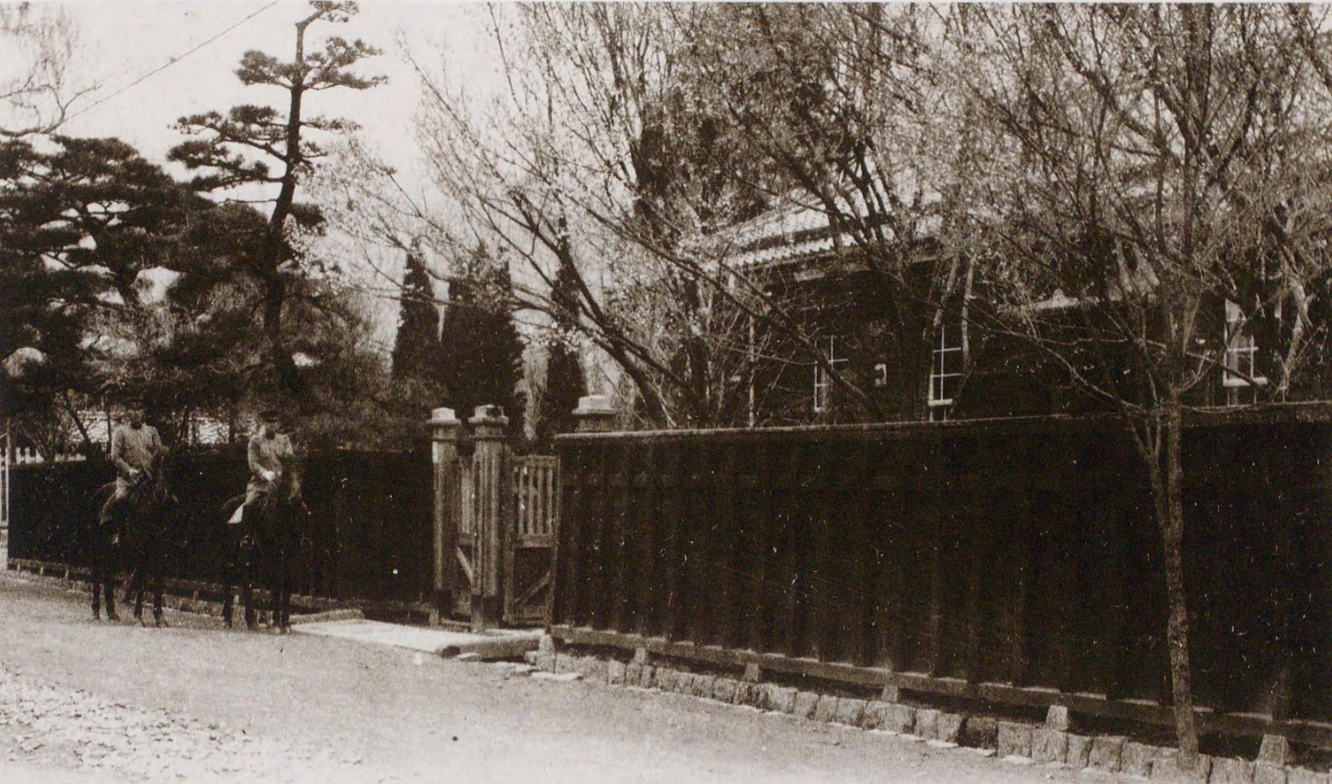
飯田連隊区司令部

飯田連隊区（いいだれんたいく）は、大日本帝国陸軍の連隊区の一つ。1907年（明治40年）に設置され、長野県・愛知県・岐阜県の各一部地域の徴兵・召集等の兵事事務を取り扱った。1925年（大正14年）に廃止された。司令部の跡地には飯田市立中央図書館が設置された。

## 沿革
日本陸軍の内地19個師団体制に対応するため陸軍管区表が改正（明治40年9月17日軍令陸第3号）され、1907年10月1日、飯田連隊区を新設し第15師管第17旅管に属した。その管轄区域は陸軍管区表（明治40年軍令陸第3号）により次のとおり定められた。管轄区域は、長野県区域は旧長野連隊区から、愛知県区域は豊橋連隊区から、岐阜県区域は岐阜連隊区からそれぞれ編入して形成された。
- 長野県

上伊那郡・下伊那郡・西筑摩郡
- 愛知県

北設楽郡・東加茂郡・西加茂郡
- 岐阜県

恵那郡
日本陸軍の第三次軍備整理に伴い陸軍管区表が改正（大正14年4月6日軍令陸第2号）され、1925年5月1日に飯田連隊区は廃止された。旧管轄区域は、長野県区域は松本連隊区に、愛知県区域は豊橋連隊区に、岐阜県区域は岐阜連隊区にそれぞれ編入された。

## 司令官
| 代 | 氏名       | 階級       | 在任期間               | 出身校・期 | 前職                   | 後職               | 備考 |
| -- | ---------- | ---------- | ---------------------- | ---------- | ---------------------- | ------------------ | ---- |
|    | 鵜飼英五郎 | 輜重兵少佐 | 1907.10.3 - 1908.12.21 | 陸士旧10期 | 豊橋連隊区司令部附     | 予備役             |      |
|    | 笹間知之   | 歩兵少佐   | 1908.12.21 - 1910.3.18 | 陸士旧6期  | 津連隊区司令官         | 予備役             |      |
|    | 箕浦敬三郎 | 歩兵少佐   | 1910.3.18 - 1913.11.15 | 陸士2期    | 歩兵第60連隊附         | 歩兵第61連隊附     |      |
|    | 村手彦增   | 歩兵中佐   | 1913.11.15 - 1918.1.18 | 陸士7期    | 大阪陸軍地方幼年学校長 | 神戸連隊区司令官   |      |
|    | 平部朝也   | 歩兵中佐   | 1918.1.18 - 1922.2.8   | 陸士6期    | 歩兵第18連隊附         | 待命               |      |
|    | 山口啓太郎 | 歩兵大佐   | 1922.2.8 - 1923.8.6    | 陸士9期    | 独立守備歩兵第5大隊    | 待命               |      |
|    | 前川米太郎 | 歩兵大佐   | 1923.8.6 - 1925.5.1    | 陸士11期   | 歩兵第57連隊附         | 名古屋連隊区司令官 |      |